# Tevfik Esenç
Tevfik Esenç, né en 1904 à Hacıosman (en) (Empire ottoman) et mort le 7 octobre 1992 dans le même village, est un citoyen turc d'ascendance circassienne, connu pour être le dernier locuteur de la langue oubykh.

## Biographie
Esenç fut élevé par ses grands-parents, qui parlaient oubykh, dans le village de Hacıosman (en) en Turquie. Il exerça la fonction de muhtar (maire) de ce village, avant de se voir attribuer un poste dans le service civil à Istanbul. Là il fut en mesure d’effectuer un important travail avec le linguiste français Georges Dumézil en vue de conserver une trace de cette langue.
Doté d’une excellente mémoire, et ayant rapidement compris les objectifs de Dumézil et d’autres linguistes qui vinrent lui rendre visite, il fut une source de premier ordre non seulement pour la langue oubykh, mais aussi pour la mythologie, la culture et les traditions des Oubykhs. Outre l’oubykh, il parlait aussi le dialecte hakuchi de l’adyghé, ce qui permit d’effectuer un travail comparatif entre ces deux représentants de la famille des langues du Nord-Ouest du Caucase. Il maîtrisait aussi le turc. C’était un puriste, et son idiolecte de l’oubykh était considéré par Dumézil comme le plus proche possible d’un oubykh standard « littéraire ».
Esenç mourut en 1992, à l’âge de 88 ans. L’épitaphe qu’il s’était lui-même choisie dit :
« Ceci est la tombe de Tevfik Esenç. Il était la dernière personne capable de parler la langue qu’on appelait l’oubykh. »
De son vivant, Dumézil aurait déclaré que « la mort de Tevfik Esenç constituera une grande perte », mais que « contrairement au grec ancien et au latin, nous conservons des enregistrements de locuteurs de l'oubykh sur bandes ».